# 高科交流道
22°50′45″N 120°17′43″E / 22.845812°N 120.295330°E

半套苜蓿葉型交流道示意圖：橫向道路可視為國道一號；縱向道路可視為高科聯絡道

高科交流道為臺灣國道一號的交流道，位於高雄市路竹區和阿蓮區交界，指標為342k，銜接道路為高科聯絡道，為南部科學工業園區高雄園區（高雄科學園區，簡稱高科）的重要聯絡道路。
|            | 342 高科 | 高雄科學園區 | 高雄科學園區 |
| 高科聯絡道 | 不適用   |              | 路竹 岡山    |

## 高科聯絡道
正式名稱為中山高南科高雄園區聯絡道，起點為南科高雄園區。沿途設一處匝道連接區道高7線。往西終點端設兩處出口（高雄園區東側基地出口）連接台1線可通往路竹區、岡山區方向（高雄園區西側基地出口）可連接台17線通往永安區、彌陀區。
高科交流道預留聯絡道東向延伸車道，以利將來聯絡道延伸至台19甲線、或者連結國道三號之田寮交流道；西向延伸台17線未定案，目前可經由路科二路轉接已拓寬完成之保興二路連接台17線。

### 路線設施里程一覽表
| 中山高南科高雄園區聯絡道路線設施里程一覽表 |      |                |                    |                       |            |              |                                                                                    |
| 標誌                                       | 里程 | 名稱           | 順樁預告           | 逆樁預告              | 形式       | 通車日       | 銜接道路 →聯絡地區                                                                 |
|                                            | 0.0  | 高雄科學園區端 | 道路起點           | 高雄科學園區 道路終點 | 直接式     | 2009年3月3日 | 路科二路 →高雄科學園區                                                             |
|                                            | 1.2  | 北嶺六路       | （僅西出東入）     | 高雄科學園區東側基地  | 半套鑽石型 | 2009年3月3日 | 北嶺六路⇒台1線 · →高雄科學園區東側基地                                             |
|                                            | 2.4  | 復興路         | 路竹               | 路竹                  | 單點鑽石型 | 2009年3月3日 | 高7線（復興路） · →路竹區、岡山區                                                  |
|                                            | 3.6  | 高科           | 路竹 岡山 道路終點 | 道路起點              | 半苜蓿葉型 | 2009年3月3日 | Module:Jct第187行Lua错误：bad argument #2 to 'format' (string expected, got table) |

## 鄰近公路
- 台1線
- 高7線
- 高11線
- 高17線

## 外部連結
- 國道一號高科交流道示意圖 （页面存档备份，存于）（交通部高速公路局）